# Население Саудовской Аравии

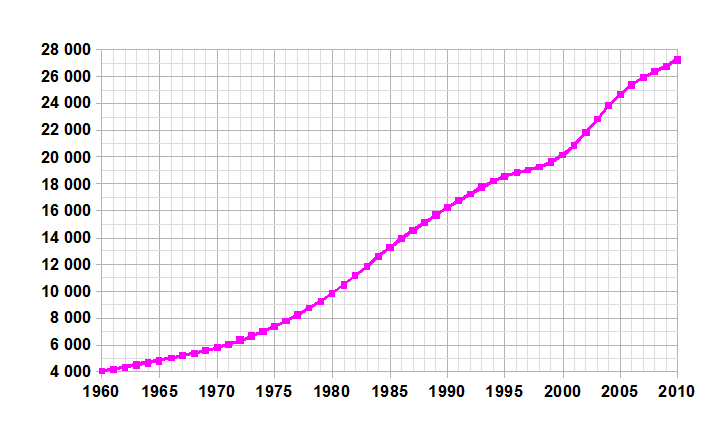
Демографическая кривая Саудовской Аравии

Здесь и далее, если не указан иной источник, приведены данные книги фактов ЦРУ по странам мира за 2014 год.

## Демографические показатели
Численность населения Саудовской Аравии — 33 091 113 человек, из них  38,3% — иммигранты. Коренное население — арабы-саудовцы.
Возрастная структура населения
Возрастные страты:
- 0-14 лет: 27,6 % ▼
- 15-64 года: 69,2 % ▲
- 65 лет и старше: 3,1 % ▲

Средний возраст:
- Общий: 26,4 года; ▲
- Мужчины: 27,3 года; ▲
- Женщины: 25,3 года. ▲

Естественное движение населения:

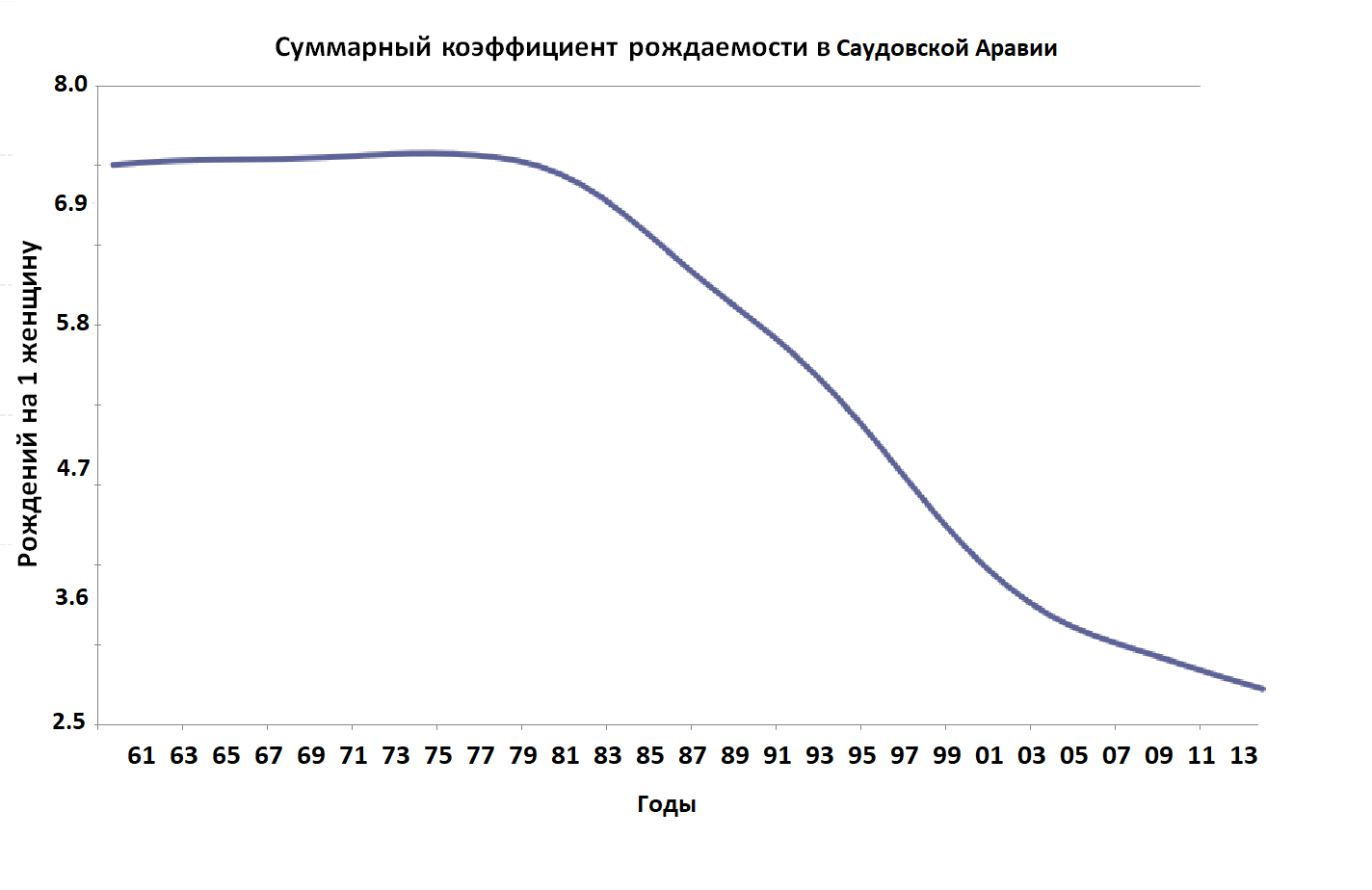
Суммарный коэффициент рождаемости в Саудовской Аравии 1961—2013 гг. по данным Департамента по экономическим и социальным вопросам ООН.

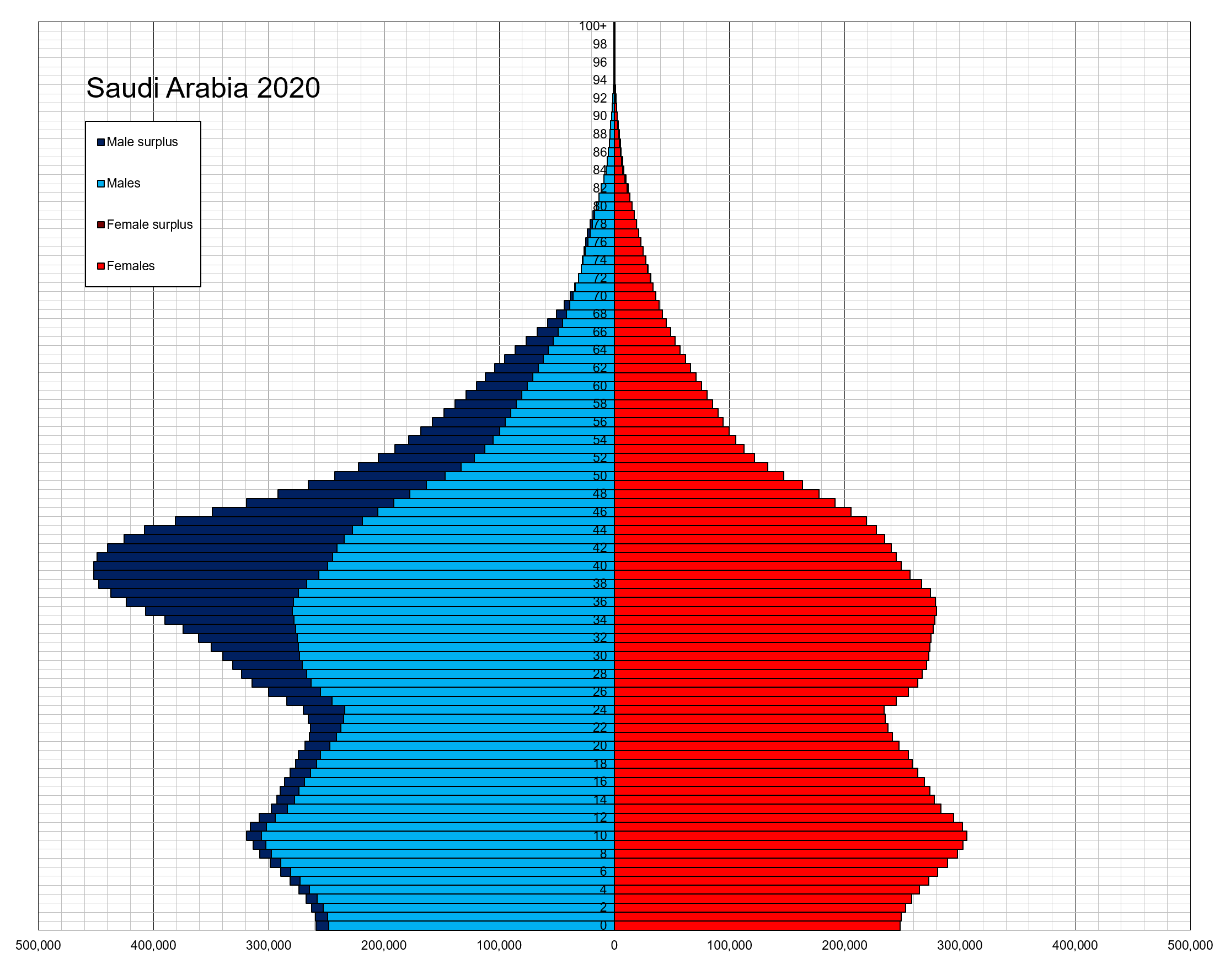
Возрастно-половая пирамида населения Саудовской Аравии на 2020 год

- Общий коэффициент рождаемости — 18,78 на 1000 человек ▼

- Общий коэффициент смертности — 3,32 на 1000 человек ▬

- Суммарный коэффициент рождаемости — 2,17 ребёнка на женщину ▼ (6,3 в 2000 г., 4,05 в 2005 г., 2,26 в 2012 г., 1,95 в 2021 г[источник не указан 589 дней])[2]

Ожидаемая продолжительность жизни (2013 г.):
- Общая: 74,82 года; ▲
- Мужчины: 72,79 года; ▲
- Женщины: 76,94 года. ▲

Уровень урбанизации — 82,3 %.
Коэффициент урбанизации — 2,38 % в год (2010—2015 гг.)

## Религия
Государственной религией страны является ислам суннитского толка. В стране также имеется крупная община мусульман-шиитов (10-15 % населения).
В стране проживают также и представители других религий — христиане, индуисты, буддисты, сикхи, бахаи. Численность христиан оценивается в 1,2 млн человек; самые крупные конфессии представлены католиками (1,05 млн) и пятидесятниками (83 тыс.). Среди иммигрантов из Египта, Эфиопии, Эритреи и Ливана имеются члены Древневосточных православных церквей (50 тыс.) — Коптской, Эфиопской, Эритрейской и Сиро-яковитской.
Несмотря на значительную долю иммигрантов (30 % от всего населения) с иным вероисповеданием, большинство форм публичного выражения религиозных верований, несовместимых с санкционированными государством интерпретациями суннитского ислама, ограничены. Немусульманам не разрешается иметь гражданство Саудовской Аравии. Немусульманам также не разрешается организовывать места и площадки для отправления своих культов.